# Aktuopaläontologie

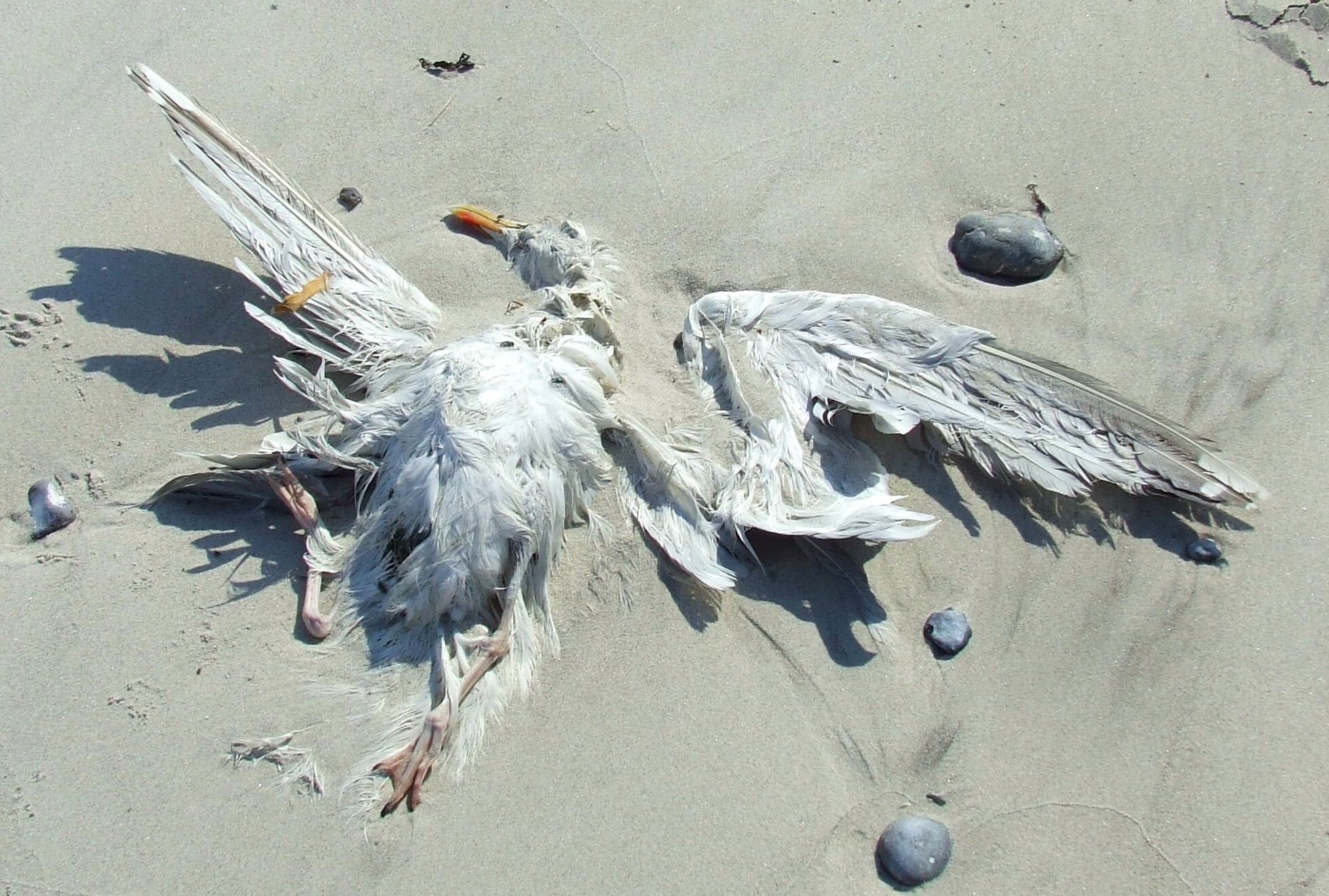
Am Meeresufer angespülte Silbermöwe (Larus argentatus). Aktualistische Beobachtungen an Möwenkadavern ergaben, dass ein toter Vogel nur an Land oder am Ufer vollständig fossil erhalten bleiben kann, während er im Wasser treibend in isolierte Teile zerfällt.

Die Aktuopaläontologie (englische Entsprechung actualistic paleontology) ist eine Forschungsdisziplin innerhalb der Paläontologie, die sich mit den heutigen Vorgängen der Einbettung toter Lebewesen in das Sediment, ihrem Zerfall, der Bildung von Spuren, der Umlagerung und Erhaltung befasst, um fossile Funde deuten zu können. Die Aktuopaläontologie beschäftigt sich mit Aspekten der Taphonomie, der Ichnologie und Funktionsmorphologie. Ziel ist es, vergangene Lebensräume und Umwelten ausgestorbener Tiere und Pflanzen anhand rezenter Umweltsituationen zu rekonstruieren.

## Geschichte der Aktuopaläontologie
Der Begriff der Aktuopaläontologie wurde zusammen mit dem Begriff der Aktuogeologie 1929 von Rudolf Richter geprägt und als neue Forschungsdisziplin etabliert. Rudolf Richter widmete sich in seinen Arbeiten im Wattenmeer systematischen Einzelbeobachtungen anhand von Mechanismen der Sedimentation und Schichtenbildung, mit dem Ziel Gesetzmäßigkeiten der Ablagerung und Einbettung rezenter Leichen, sowie der Spuren- und Fährtenbildung zu untersuchen.